# Štefan Trško
Štefan Trško (* 23. září 1955) je bývalý slovenský a československý politik a bezpartijní poslanec Sněmovny národů Federálního shromáždění za normalizace.

## Biografie
Profesně se k roku 1986 připomíná jako dělník.
Ve volbách roku 1986 zasedl jako bezpartijní do slovenské části Sněmovny národů (volební obvod č. 117 - Považská Bystrica, Středoslovenský kraj). Ve Federálním shromáždění setrval konce funkčního období, tedy do voleb roku 1990. Netýkal se ho proces kooptací do Federálního shromáždění po sametové revoluci.